# 茶蠶黑卵蜂
茶蠶黑卵蜂（学名：Telenomus bipunctata）为緣腹細蜂科黑卵蜂屬下的一个种。